# ماسيو باركر
ماسيو باركر (بالإنجليزية: Maceo Parker)‏ (و. 1943 – م) هو مغني، وموزع، وعازف ساكسفون، وعازف جاز من الولايات المتحدة الأمريكية. ولد في كينستون، كارولاينا الشمالية.

## جوائز
حصل على جوائز منها:
- Icon Award ‏ (2012).

## وصلات خارجية
- ماسيو باركر على موقع IMDb (الإنجليزية)
- ماسيو باركر على موقع ألو سيني (الفرنسية)
- ماسيو باركر على موقع ميوزك برينز (الإنجليزية)
- ماسيو باركر على موقع أول موفي (الإنجليزية)
- ماسيو باركر على موقع قاعدة بيانات الأفلام السويدية (السويدية)
- ماسيو باركر على موقع أول ميوزيك (الإنجليزية)
- ماسيو باركر على موقع ديسكوغز (الإنجليزية)
- ماسيو باركر على موقع قاعدة بيانات الفيلم (الإنجليزية)
- ماسيو باركر على موقع كينوبويسك (الروسية)